# (5184) Cavaillé-Coll
(5184) Cavaillé-Coll – planetoida z grupy pasa głównego asteroid okrążająca Słońce w ciągu 3 lat i 62 dni w średniej odległości 2,16 j.a. Została odkryta 16 sierpnia 1990 roku w Obserwatorium La Silla przez Erica Elsta. Nazwa planetoidy pochodzi od Aristide Cavaillè-Colla (1811-1899), francuskiego organmistrza. Przed nadaniem nazwy planetoida nosiła oznaczenie tymczasowe (5184) 1990 QY7.